# Walentynów (powiat lubelski)
Walentynów – wieś w Polsce położona w województwie lubelskim, w powiecie lubelskim, w gminie Krzczonów.
W latach 1975–1998 miejscowość należała administracyjnie do ówczesnego województwa lubelskiego.
Wieś stanowi sołectwo gminy Krzczonów. Według Narodowego Spisu Powszechnego z roku 2011 wieś liczyła 96 mieszkańców.
Wieś położona jest w centrum Krzczonowskiego Parku Krajobrazowego. W pobliżu znajduje się Las Królewski (rezerwat przyrody), punkt widokowy i źródło (pomnik przyrody). 
Urodził się tu Wacław Szacoń. 
Wierni Kościoła rzymskokatolickiego należą do parafii Wniebowzięcia Najświętszej Maryi Panny w Krzczonowie.